# Grand Prix automobile de Cuba

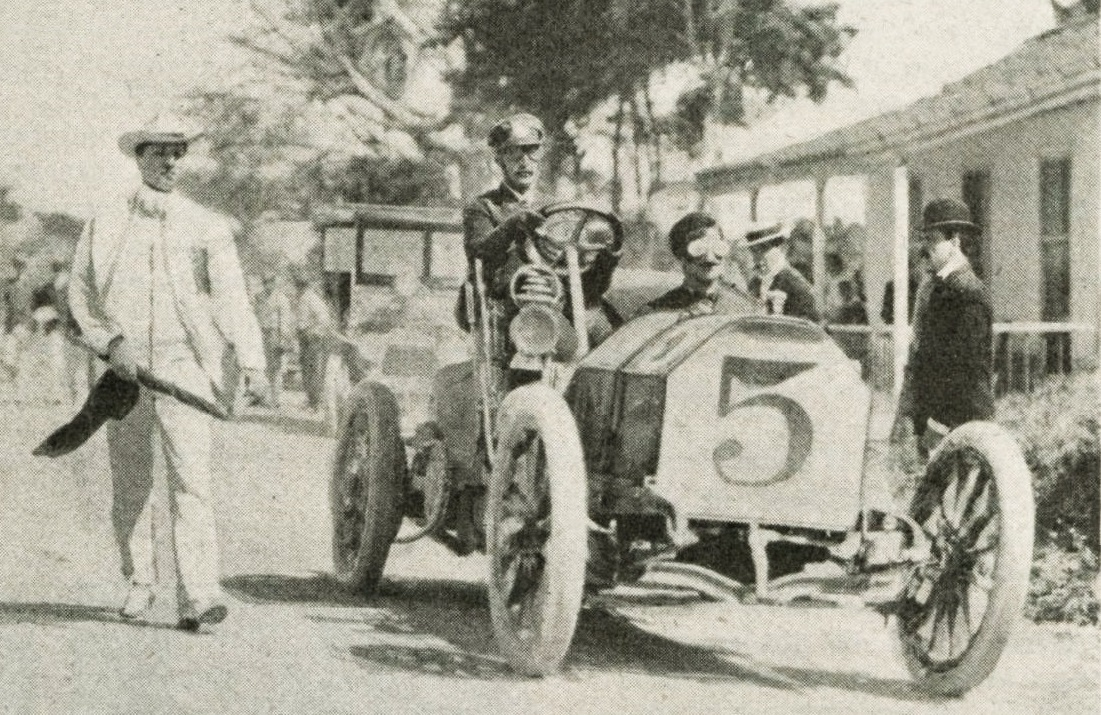
Ernesto Carricaburu, vainqueur des 100 miles de Cuba 1905 sur Mercedes 90 hp (aux ordres du starter).

Le Grand Prix de Cuba est une course automobile, qui s'est déroulée sous cette appellation à la fin des années 1950 et qui a eu lieu pour la dernière fois en 1960.
L'événement le plus marquant de l'histoire de cette compétition est l'enlèvement du champion du monde de Formule 1 Juan Manuel Fangio par les rebelles anti-gouvernementaux liés au Mouvement du 26-Juillet le 23 février 1958.

## Histoire
La course est créée en 1957 lorsque le gouvernement Batista envisagea la création d'un événement pour attirer les touristes fortunés, en particulier ceux venant des États-Unis. Un circuit urbain est établi sur la Malecón, sur le front de mer de La Havane. La course est remportée par Fangio au volant d'une Maserati 300, devant Carroll Shelby au volant d'une Ferrari 410 et Alfonso de Portago dans une Ferrari 860.

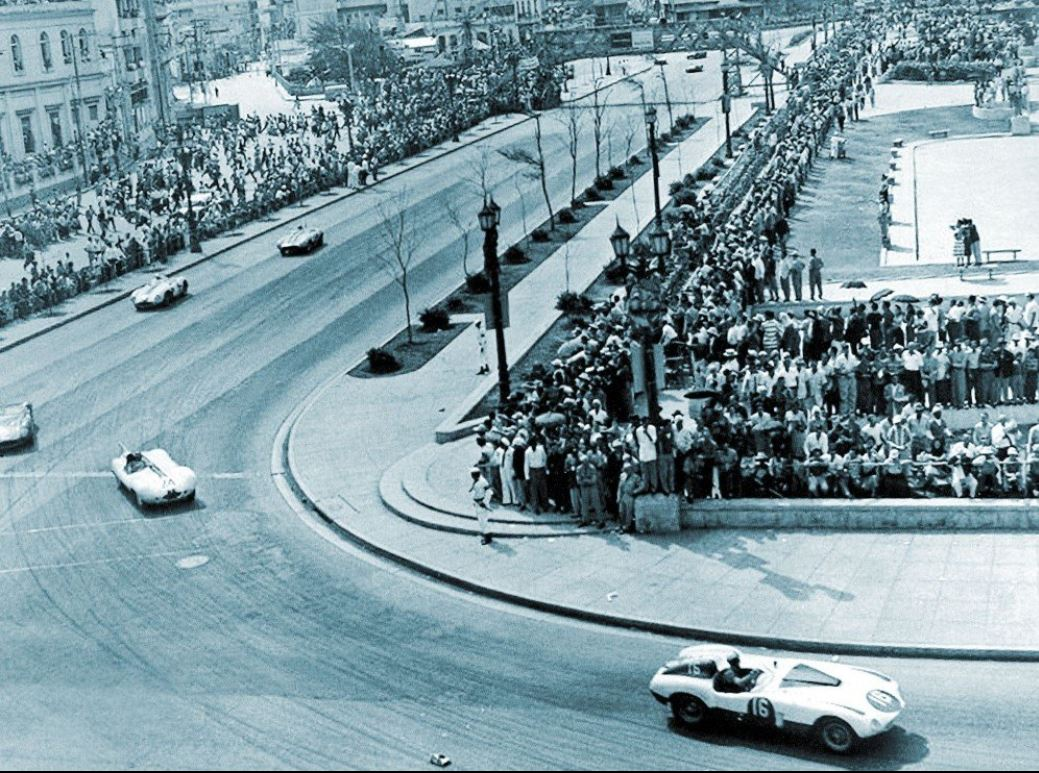
Le Grand Prix de 1958.

L'année suivante, à la veille de l'épreuve, Fangio est enlevé à son hôtel par un homme armé le dimanche 23 février 1958. Le gouvernement cubain ordonne de continuer l'événement qui a lieu le lundi 24. Stirling Moss et Masten Gregory mènent la course jusqu'au sixième tour lorsque, près de l'ambassade des États-Unis, la Ferrari du pilote hispano-cubain Armando García Cifuentes « quitta la piste et renversa près de cent spectateurs, laissant un bilan de six morts et trente blessés graves. Le drapeau rouge ne fut pas levé et le chaos entre les pilotes fut indescriptible. Certains continuèrent, d'autres revinrent aux stands : la confusion était totale ». Le classement de la course est celui du cinquième tour. García Cifuentes n'abandonnera la compétition qu'en 1967.
En raison de la révolution menée par Fidel Castro, la course est annulée en 1959. Elle a lieu de nouveau en 1960, cette fois-ci sur des routes autour d'un aérodrome militaire. Moss, au volant d'une Maserati Birdcage pour l'équipe America Camoradi, l'emporte devant Pedro Rodriguez sur une Ferrari 250 Testa Rossa et Masten Gregory sur une Porsche 718.

## Palmarès
| Année     | Vainqueur           | Voiture           | Circuit      | Résultats |
| --------- | ------------------- | ----------------- | ------------ | --------- |
| 1905      | Ernesto Carricaburu | Mercedes 90HP     | La Havane    | Résultats |
| 1906      | Victor Demogeot     | Darracq 80HP      | La Havane    | Résultats |
| 1907-1956 | Non couru           | Non couru         | Non couru    | Non couru |
| 1957      | Juan Manuel Fangio  | Maserati 300S     | Malecón      | Résultats |
| 1958      | Stirling Moss       | Ferrari 335 S     | Malecón      | Résultats |
| 1959      | Non couru           | Non couru         | Non couru    | Non couru |
| 1960      | Stirling Moss       | Maserati Birdcage | Camp Freedom | Résultats |

## Remarques
- La "Course cubaine" internationale est établie à la mi-février 1905, à la suite de l'affiliation du Havana Automobile Club à l'International Association of Automobile Racing. Appelée Arroya Arenas-San Cristobel-Arroya Arenas, elle se dispute sur un aller-retour La Havanne-San Cristóbal.
- Il s'agit de la deuxième course automobile organisée dans l'île, la première ayant eu lieu en juillet 1903 grâce au garagiste local Honoré Lainé, pour fêter la fondation du Havana Automobile Club dont il était membre.
- Le grand prix de 1958, l'enlèvement de Fangio et l'accident meurtrier de Cifuentes sont cités dans le film de Chris Marker Cuba sí (à 25 min 17 s).